# Arcos rhodospilus
Arcos rhodospilus е вид лъчеперка от семейство Gobiesocidae. Видът не е застрашен от изчезване.

## Разпространение и местообитание
Разпространен е в Гватемала, Еквадор, Колумбия, Коста Рика, Никарагуа, Панама, Салвадор и Хондурас.
Среща се на дълбочина от 0,2 до 8 m, при температура на водата около 27,7 °C и соленост 32,9 ‰.

## Описание
На дължина достигат до 5 cm.